# Sjálvstýri

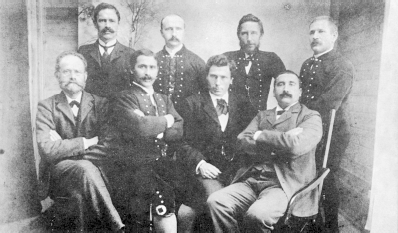
A Sjálvstýrisflokkurin parlamenti képviselői 1906-ban: Poulsen, Konoy, Hentze, Winther, Michelsen, Patursson, Skarði és Nielsen

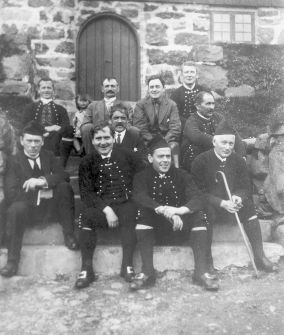
A Sjálvstýrisflokkurin parlamenti képviselői 1930-ban: Matras, Niclasen, Mitens, Debess, Kristjansen, Patursson, Poulsen, Kallsoy, Zachariasen és Winther

A Nýtt Sjálvstýri (Új Önkormányzás, korábban Sjálvstýrisflokkurin – Önkormányzás Párt) szociálliberális politikai párt Feröeren. A Sjálvstýrisflokkurin hagyományosan Feröer nagyobb autonómiáját támogatta a Dán Királyságon belül, de 1998-ban a Tjóðveldisflokkurinnal és a Fólkaflokkurinnal kötött koalíció keretében a nemzeti függetlenség mellé állt. A párt megalakulása óta a feröeri nyelvet akarta hivatalossá tenni Feröeren, amelyet a vele szemben álló unionista Sambandsflokkurin egy ideig sikerrel hárított el.
A 2022-es parlamenti választásokon nem jutott be a Løgtingbe.